# 1721
Năm 1721 (số La Mã: MDCCXXI) là một năm thường bắt đầu vào thứ Tư trong lịch Gregory (hoặc một năm thường bắt đầu vào Chủ Nhật của lịch Julius chậm hơn 11 ngày).